# Lina Pikčiūtė
Lina Pikčiutė (Klaipėda, 17 novembre 1990) è una cestista lituana.

## Carriera
Con la Lituania ha disputato i Campionati europei del 2013.